# Курская губерния

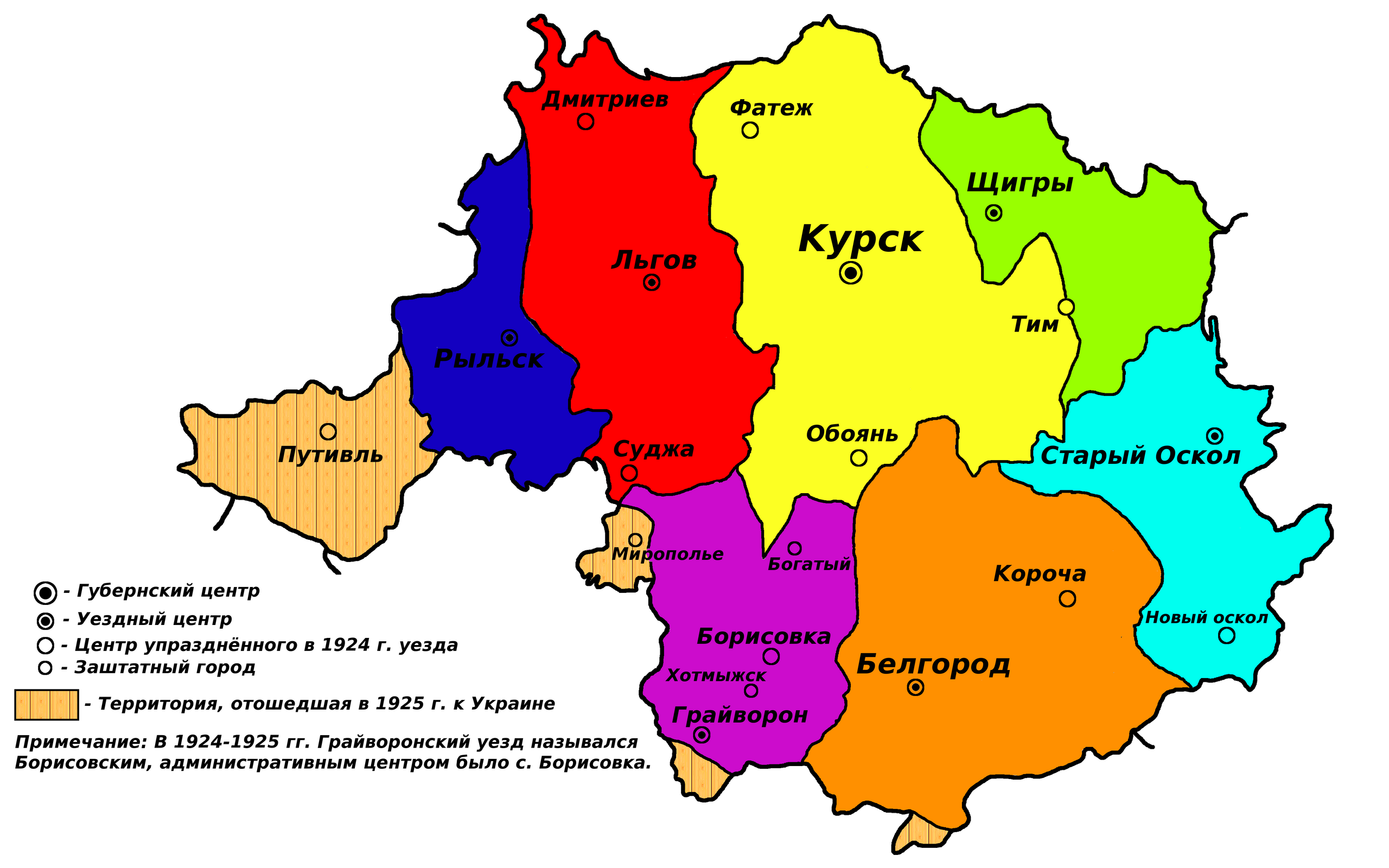
Курская губерния в 1924—1928 гг.

Ку́рская губе́рния (1797—1928) — административно-территориальная единица Российской империи, Российской республики, Юга России и РСФСР. Губерния была образована в 1797 году, находилась в центрально-чернозёмной полосе Европейской России. Губернский город — Курск. По состоянию на 1914 год занимала площадь в 40 821,1 квадратных вёрст (≈ 46 455 км²), население составляло 3 256 600 человек.

## История

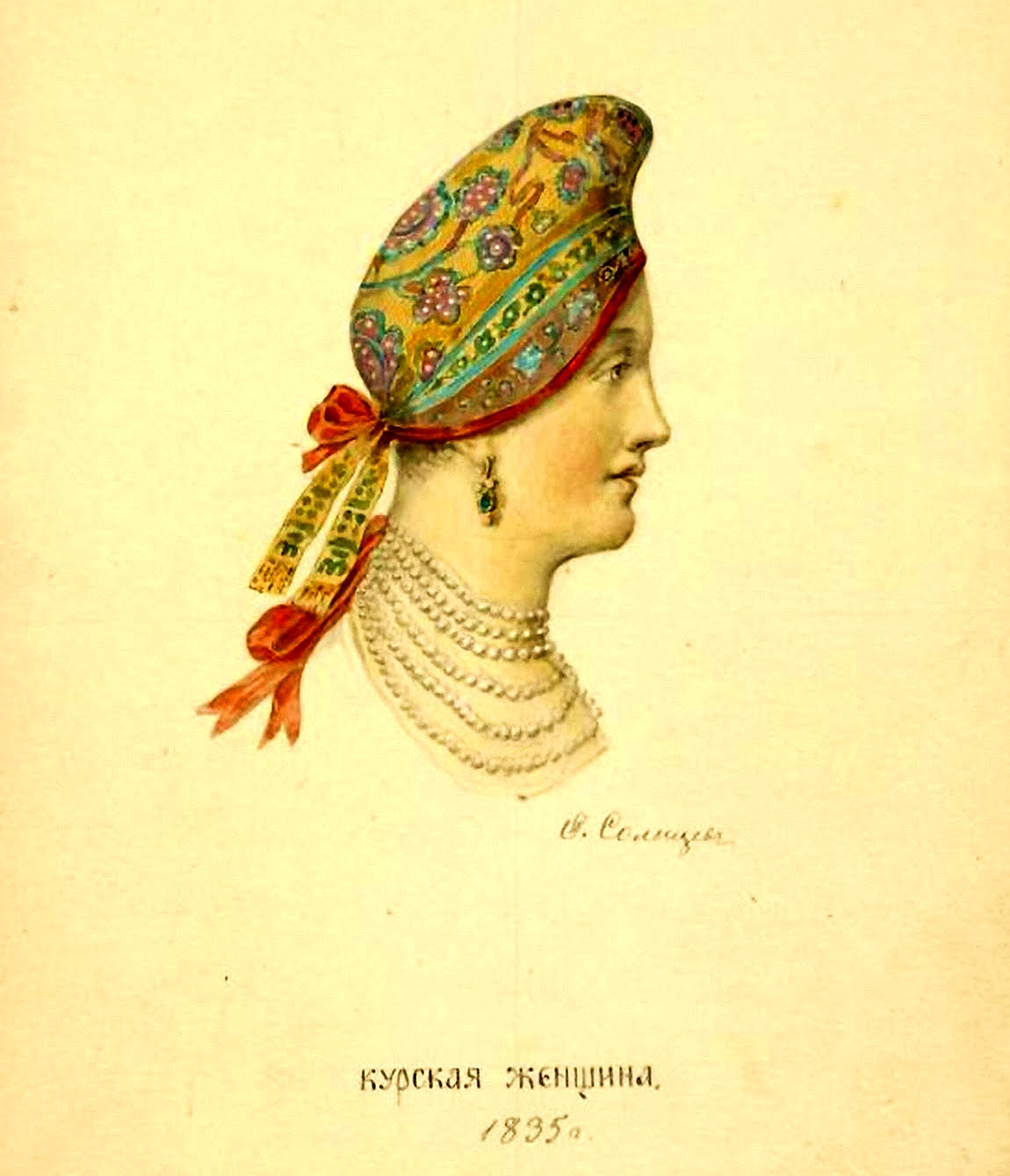
Курская женщина, 1835 г.

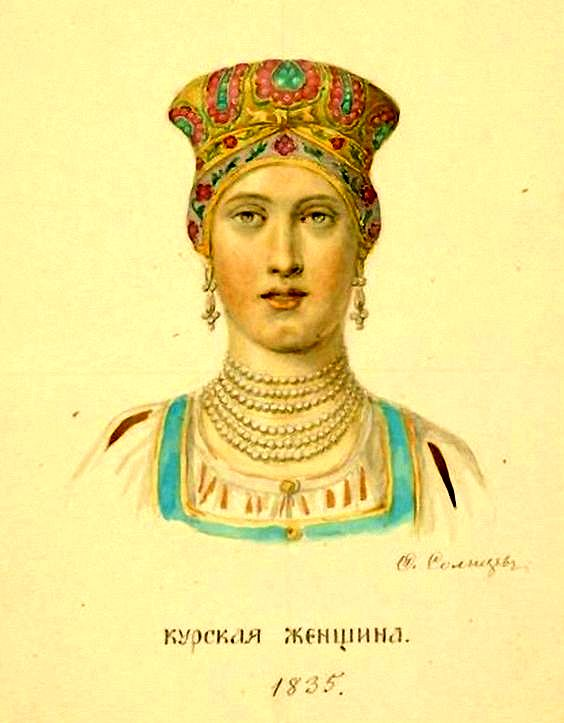
Курская женщина 1835 г

### Курское наместничество
В 1727 году из состава Киевской губернии была выделена Белгородская губерния, в состав которой были включены провинции Белгородская, Орловская, Севская, а также часть Украинской линии и 5 полков слободских казаков Киевской губернии (в самой Киевской губернии осталось 10 украинских полков).
В 1775—1779 годах, в соответствии с указом Екатерины II «Учреждение для управления губерний Всероссийской империи», Белгородская губерния была разделена на более мелкие губернии и наместничества с населением 300—400 тысяч человек в каждой.
Указ об образовании Курской губернии, состоящей из 15 уездов, был издан 23 мая (3 июня) 1779 года, а открытие Курского наместничества состоялось 27 декабря 1779 (7 января 1780) года. В состав Курского наместничества вошёл и город Белгород. Были образованы новые уездные города: Богатый (ныне село Богатое), Дмитриев (из села Дмитриевское), Льгов (из слободы Льгов, возникшей на месте древнего города Ольгова, уничтоженного татарами), Тим (из села Выгорное), Фатеж (из села Фатеж), Щигры (из села Троицкое).

### Курская губерния в Российской империи
12 (23) декабря 1796 года указом императора Павла I большинство наместничеств, в том числе и Курское, были упразднены. Срок исполнения нового разделения на губернии был определён до мая 1797 года. 31 декабря 1796 (11 января 1797) года было утверждено новое административно-территориальное деление Курской губернии. К Курской губернии отошли территории упразднённого Харьковского наместничества, входившие до 1779 года в состав Белгородской губернии), и включавшие, в том числе, города Хотмыжск и Мирополье. В Харьковском наместничестве эти города были уездными, после передачи Курской губернии соответствующие уезды были упразднены. Были упразднены также Богатенский, Дмитриевский, Льговский, Новооскольский, Тимский уезды, общее число уездов сократилось до 10.
В 1802 году большинство уездов, существовавших до 1797 года были восстановлены. Вместо Богатенского был воссоздан Хотмыжский уезд.
В 1838 году Хотмыжский уезд был переименован в Грайворонский, уездный центр был перенесён в Грайворон.
В 1865 году, в результате земской реформы Александра II в губернии были введены органы местного самоуправления — земства.
11 уездов Курской губернии были в числе регионов, получавших продовольственную помощь во время голода 1891—1892 годов.

### Курская губерния в период Гражданской войны
Вскоре после победы Октябрьской революции в уездах Курской губернии власть перешла в руки Советов рабочих, солдатских и крестьянских депутатов. 30 октября (12 декабря) Советская власть была установлена в Белгороде, а в ноябре-декабре 1917 года власть перешла к Советам и в большинстве других уездов Курской губернии. В январе 1918 года Советская власть была установлена в двух оставшихся (Тимском и Щигровском) уездах.
Весной 1918 года южная и западная часть губернии были оккупированы войсками Германской империи и до конца 1918 года. «Нейтральная зона», разграничивающая стороны до установления государственной границы, проходила через Рыльск, Коренево и Суджу.
В 1919 году Курская губерния стала ареной боев между Вооружёнными силами Юга России под командованием Деникина и частями Красной Армии. К концу сентября 1919 вся территория Курской губернии контролировалась войсками Деникина и была включена в состав Харьковской военной области. Однако уже в начале декабря 1919 в результате массированного наступления Красной Армии войска белых были отброшены к Харькову. После этого активных боевых действий на территории Курской губернии не велось.

### Курская губерния в советский период
12 мая 1924 года вышло постановление об укрупнении уездов, волостей и сельских советов. Упразднены уезды: Дмитриевский, Корочанский, Новооскольский, Обоянский, Путивльский, Суджанский, Тимский, Фатежский. Вместо Грайворонского создан Борисовский уезд. Количество уездов уменьшилось до 7, волостей — до 83 (было 198), сельсоветов — до 1211 (было 2444).
1 июня 1925 года Борисовский уезд был снова переименован в Грайворонский.
16 июля 1928 года Курская губерния была упразднена, и её территория вошла в состав Центрально-Чернозёмной области (в составе трёх округов: Курского, Белгородского и Льговского) вплоть до образования Курской области (13 июня 1934 года).

## Административное деление

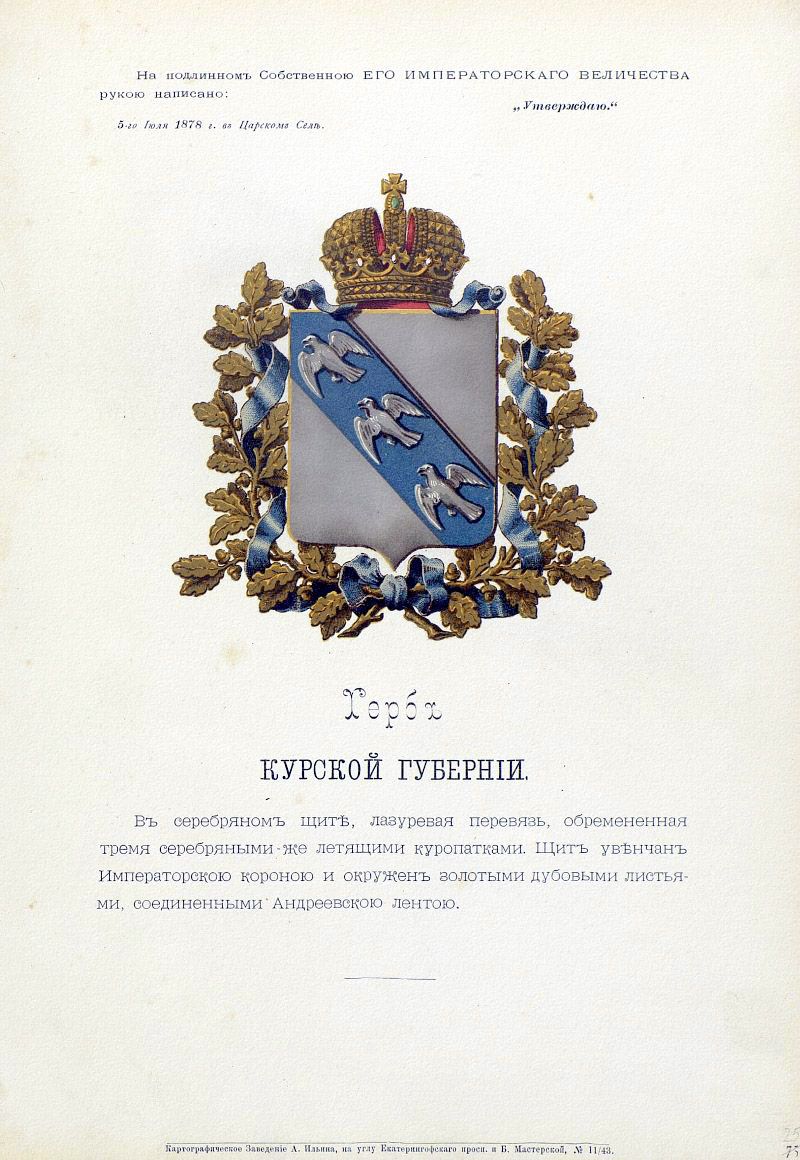
Гласный герб губернии с официальным описанием, утверждённый Александром II (1878)

По состоянию на 1914 год Курская губерния состояла из 15 уездов:
| №  | Уезд            | Уездный город              | Герб уездного города | Площадь, кв. вёрст (кв. км) | Население, чел. (1897) |
| -- | --------------- | -------------------------- | -------------------- | --------------------------- | ---------------------- |
| 1  | Белгородский    | Белгород (26 564 чел.)     |                      | 2 625,5 (2 987,9)           | 174 299                |
| 2  | Грайворонский   | Грайворон (6 340 чел.)     |                      | 2 693,2 (3 064,9)           | 177 479                |
| 3  | Дмитриевский    | Дмитриев (6 073 чел.)      |                      | 2 789,3 (3 174,3)           | 126 758                |
| 4  | Корочанский     | Короча (10 235 чел.)       |                      | 2 665,0 (3 032,8)           | 159 024                |
| 5  | Курский         | Курск (75 721 чел.)        |                      | 2 969,5 (3 379,4)           | 222 808                |
| 6  | Льговский       | Льгов (4 321 чел.)         |                      | 2 372,3 (2 699,7)           | 130 039                |
| 7  | Новооскольский  | Новый Оскол (2 996 чел.)   |                      | 2 810,8 (3 198,8)           | 157 849                |
| 8  | Обоянский       | Обоянь (11 832 чел.)       |                      | 3 394,4 (3 620,7)           | 181 052                |
| 9  | Путивльский     | Путивль (9 955 чел.)       |                      | 2 518,5 (2 862,9)           | 164 133                |
| 10 | Рыльский        | Рыльск (11 549 чел.)       |                      | 2 494,3 (2 838,6)           | 164 368                |
| 11 | Старооскольский | Старый Оскол (15 617 чел.) |                      | 2 735,0 (3 112,5)           | 146 009                |
| 12 | Суджанский      | Суджа (7 433 чел.)         |                      | 2 461,9 (2 801,7)           | 150 263                |
| 13 | Тимский         | Тим (7 377 чел.)           |                      | 3 016,9 (3 433,3)           | 141 416                |
| 14 | Фатежский       | Фатеж (6 034 чел.)         |                      | 2 371,4 (2 698,7)           | 125 485                |
| 15 | Щигровский      | Щигры (6 061 чел.)         |                      | 2 902,6 (3 303,4)           | 150 030                |

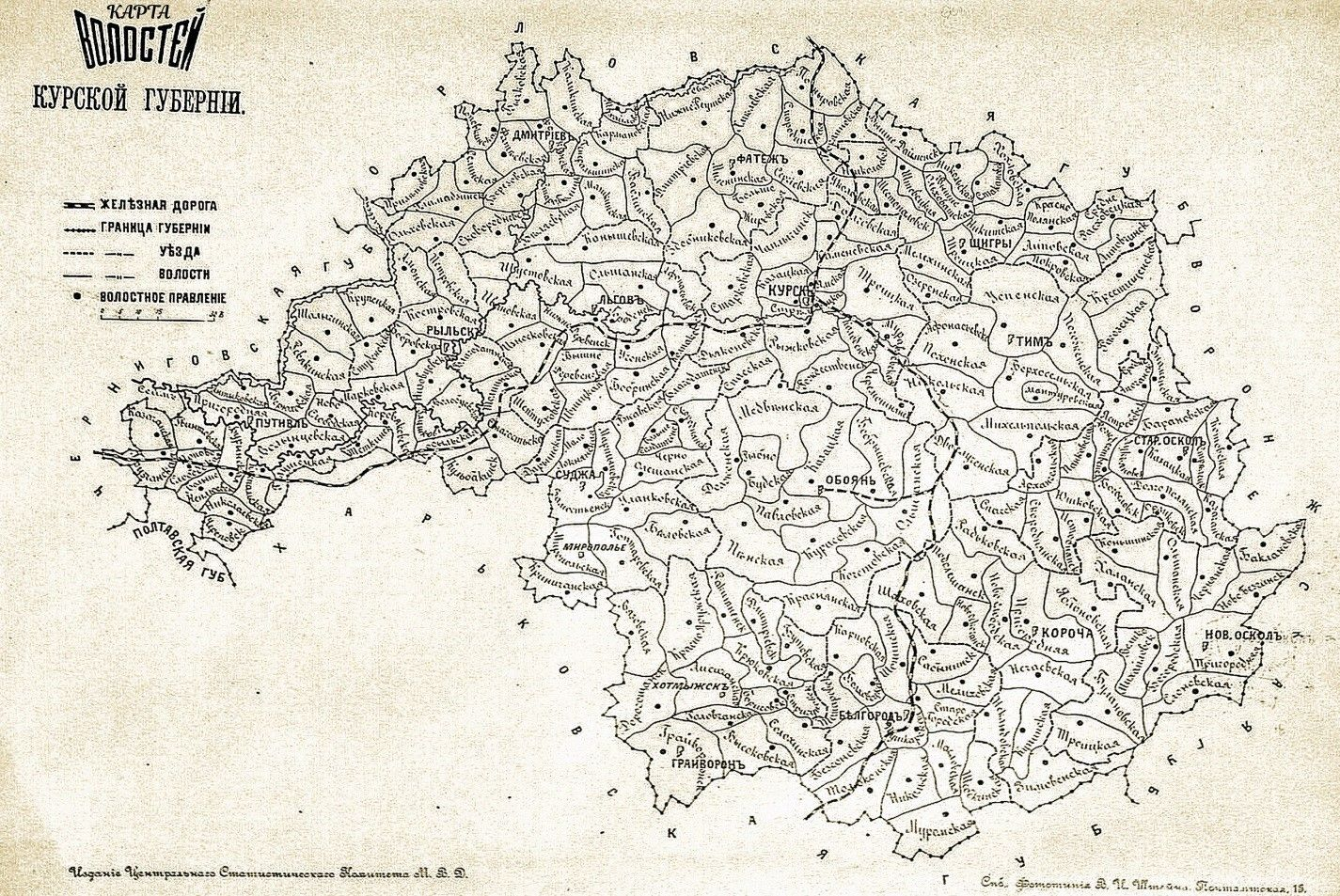
Волости Курской губернии

Заштатные (безуездные) города Курской губернии по состоянию на 1914 год:
| № | Название города | Население, чел. (1897) | Входил в:          | Герб заштатного города |
| - | --------------- | ---------------------- | ------------------ | ---------------------- |
| 1 | Богатый         | 455                    | Обоянский уезд     |                        |
| 2 | Мирополье       | 10 101                 | Суджанский уезд    |                        |
| 3 | Хотмыжск        | 2 863                  | Грайворонский уезд |                        |

Упразднённые уезды (по состоянию на 1914 год):
- Богатенский — уезд Курского наместничества, существовал в 1779—1797 гг.
- Хотмыжский — существовал в составе Курской губернии с 1802 по 1838 гг. (с 1838 года — Грайворонский уезд)

Уезды РСФСР:
- Борисовский — был образован в 1924 году, в 1925 переименован в Грайворонский.

В период между 1918 и 1924 годами многократно пересматривался состав и названия волостей и сельсоветов, входивших в состав уездов, однако границы уездов практически не изменялись.

## Население
По данным переписи населения 1897 года численность населения Курской Губернии составляла 2 371 012 человек, плотность населения 58,06 чел. на кв. версту (≈51,02 чел./км²). В городах проживало 221 527 человек (менее 10 % от общей численности населения).
Национальный состав: великоросы — 77,3 %, малоросы — 22,3 %, остальные народы — менее 0,5 %. Малоросы составляли значительную часть населения в южных и западных уездах, в то время как в северных и северо-восточных уездах великорусское население составляло более 95 %.
Национальный состав в 1897 году:
| Уезд             | великоросы | малоросы | евреи |
| ---------------- | ---------- | -------- | ----- |
| Губерния в целом | 77,3 %     | 22,3 %   | …     |
| Белгородский     | 78,0 %     | 21,2 %   | …     |
| Грайворонский    | 40,9 %     | 58,9 %   | …     |
| Дмитриевский     | 99,2 %     | …        | …     |
| Корочанский      | 65,3 %     | 34,3 %   |       |
| Курский          | 97,2 %     | 1,0 %    | 1,0 % |
| Льговский        | 95,2 %     | 4,5 %    | …     |
| Новооскольский   | 48,9 %     | 51,0 %   | …     |
| Обоянский        | 89,0 %     | 10,7 %   | …     |
| Путивльский      | 46,9 %     | 52,5 %   | …     |
| Рыльский         | 68,5 %     | 31,0 %   | …     |
| Старооскольский  | 91,3 %     | 8,4 %    | …     |
| Суджанский       | 51,9 %     |          | …     |
| Тимский          | 98,9 %     | 1,0 %    | …     |
| Фатежский        | 99,9 %     | …        | …     |
| Щигровский       | 99,9 %     | …        | …     |

К началу 1914 года в Курской губернии было 18 городов и 6608 сельских поселений. Общая численность населения возросла до 3 256 600 человек (по данным статистического ежегодника России), средняя плотность населения составила 79,8 чел. на кв. версту (≈70,1 чел./км²) (плотность сельского населения — 72,7 чел. на кв. версту (≈63,9 чел./км²)). В городах по-прежнему проживало менее 10 % населения (290,5 тыс. человек).
В 1926 году в Курской губернии насчитывалось 24 городских и 5906 сельских поселений. По данным первой Всесоюзной переписи населения общее число жителей составляло 2 906 360 человек, из них в городских условиях проживало 268 362 человека (9,2 %). Средняя плотность населения составляла 66,6 чел./км² (сельского населения — 60,4 чел./км²). Национальный состав: 80,4 % — русские, 19,1 % — украинцы, остальные — около 0,5 %.

### Дворянские роды
Анненковы, Борщовы, Барятинские, Бачурины, Бобровские, Воробьёвы, Выродовы, Зыбины, Извековы, Изединовы, Калошины, Калугины, Каменевы, Камынины, Картамышевы, Коптевы, Кочубеи, Кутеповы, Мухановы, Нелидовы, Раевские, Шеховцовы (Шехавцовы), Долгорукие,Волконские, Кизиловы, Сорокины, Лахтионовы(Локтионовы) и другие.

## Руководство губернии

### Генерал-губернаторы
| Ф. И. О.                                | Титул, чин, звание        | Время замещения должности |
| --------------------------------------- | ------------------------- | ------------------------- |
| Румянцев-Задунайский Пётр Александрович | граф, генерал-фельдмаршал | 1779—1783                 |
| Кличка Франц Николаевич                 | генерал-поручик           | 1783—1787                 |
| Бальмен Антон Богданович                | граф, генерал-поручик     | 1787—1792                 |
| Беклешов Александр Андреевич            | генерал-поручик           | 1792—1796                 |

### Правители наместничества
| Ф. И. О.                  | Титул, чин, звание               | Время замещения должности |
| ------------------------- | -------------------------------- | ------------------------- |
| Свистунов Пётр Семёнович  | генерал-майор                    | 1780—1781                 |
| Зубов Афанасий Николаевич | действительный статский советник | 1781—1791                 |
| Бурнашев Степан Данилович | генерал-майор (тайный советник)  | 1792—21.12.1798           |

### Губернаторы
| Ф. И. О.                           | Титул, чин, звание                         | Время замещения должности |
| ---------------------------------- | ------------------------------------------ | ------------------------- |
| Комбурлей Михаил Иванович          | действительный статский советник, камергер | 21.12.1798—23.06.1799     |
| Верёвкин Александр Матвеевич       | действительный статский советник           | 23.06.1799—16.09.1803     |
| Протасов Павел Иванович            | действительный статский советник           | 16.09.1803—12.08.1806     |
| Прозоровский Дмитрий Александрович | князь, действительный статский советник    | 12.08.1806—21.10.1811     |
| Нелидов Аркадий Иванович           | тайный советник                            | 2.11.1811—19.08.1818      |
| Кожухов Алексей Степанович         | действительный статский советник           | 19.08.1818—15.01.1826     |
| Лесовский Степан Иванович          | действительный статский советник           | 30.12.1826—17.04.1830     |
| Ганскау Яков Фёдорович             | действительный статский советник           | 27.04.1830—16.03.1831     |
| Демидов Павел Николаевич           | коллежский советник                        | 16.03.1831—02.04.1834     |
| Паскевич Степан Фёдорович          | действительный статский советник           | 02.04.1834—13.01.1835     |
| Муравьёв Михаил Николаевич         | генерал-майор                              | 11.01.1835—12.05.1839     |
| Флиге Карл Яковлевич               | генерал-майор                              | 12.05.1839—12.11.1840     |
| Устимович Андрей Прокопьевич       | действительный статский советник           | 12.11.1840—14.09.1850     |
| Казадаев Владимир Александрович    | действительный статский советник           | 21.10.1850—15.10.1853     |
| Зарин Владимир Николаевич          | действительный статский советник           | 15.10.1853—28.09.1854     |
| Лужин Иван Дмитриевич              | генерал-майор свиты Его Величества         | 13.10.1854—05.05.1856     |
| Бибиков Николай Петрович           | действительный статский советник           | 01.06.1856—13.01.1861     |
| Ден Владимир Иванович              | генерал-майор свиты Его Величества         | 19.01.1861—10.09.1863     |
| Извольский Пётр Александрович      | действительный статский советник           | 11.09.1863—28.01.1866     |
| Жедринский Александр Николаевич    | тайный советник                            | 28.01.1866—16.04.1881     |
| Звегинцов Иван Александрович       | действительный статский советник           | 27.04.1881—14.02.1885     |
| Косаговский Павел Павлович         | тайный советник                            | 14.02.1885—25.02.1889     |
| Валь Виктор Вильгельмович          | генерал-майор свиты Его Величества         | 25.02.1889—04.05.1892     |
| Милютин Алексей Дмитриевич         | граф, генерал-майор                        | 15.06.1892—13.10.1902     |
| Гордеев Николай Николаевич         | действительный статский советник           | 06.11.1902—02.12.1905     |
| Борзенко Виктор Михайлович         | действительный статский советник           | 02.12.1905—10.12.1907     |
| Гильхен Михаил Эдуардович          | действительный статский советник           | 17.12.1907—07.05.1912     |
| Муратов Николай Павлович           | действительный статский советник           | 07.05.1912—19.1.1915      |
| Катенин Александр Андреевич        | статский советник, и. д.                   | 1915                      |
| Багговут Александр Карлович        | действительный статский советник           | 1915—1917                 |

### Губернские предводители дворянства
| Ф. И. О.                                | Титул, чин, звание                                                                                     | Время замещения должности |
| --------------------------------------- | --- | ------------------------- |
| Юсупов Николай Борисович                | князь, действительный статский советник, камергер                                                      | 1779—1782                 |
| Ширков Алексей Васильевич               | премьер-майор                                                                                          | 1782—1787                 |
| Похвиснев Василий Аристархович          | секунд-майор                                                                                           | 1787—1791                 |
| Анненков Семён Михайлович               | статский советник                                                                                      | 1791—1794                 |
| Заикин Фёдор Михайлович                 | титулярный советник                                                                                    | 1794—1797                 |
| Анненков Пётр Иванович                  | полковник                                                                                              | 1798—1801                 |
| Гасвицкий Пётр Алексеевич               | майор                                                                                                  | 1802—1816                 |
| Ушаков Иван Михайлович                  | генерал-майор                                                                                          | 1816—1819                 |
| Заикин Фёдор Михайлович                 | коллежский асессор                                                                                     | 1819—1825                 |
| Анненков Пётр Абрамович                 | статский советник                                                                                      | 16.01.1825—1830           |
| Григорьев Илья Александрович            | надворный советник, исполняющий должность (до избрания в 1831), избрание на третий срок опротестовано. | 05.12.1830—1837           |
| Шехавцов Иван Петрович                  | коллежский асессор, исправляющий должность                                                             | 1837—1838                 |
| Денисьев А. В.?                         | [ 17 ]                                                                                                 | 1838—1840                 |
| Денисьев Пётр Алексеевич                | статский советник, исполняющий должность                                                               | 1840—1843                 |
| Пузанов Михаил Александрович            | коллежский асессор, исполняющий должность                                                              | 1843—1846                 |
| Сонцов Пётр Александрович               | действительный статский советник, затем тайный советник                                                | 1846—1849                 |
| Нелидов Аркадий Аркадьевич              | гвардии штабс-ротмистр                                                                                 | 01.11.1849—25.09.1852     |
| Киреевский Дмитрий Николаевич           | отставной капитан                                                                                      | 13.12.1852—03.02.1856     |
| Стремоухов Николай Алексеевич           | статский советник                                                                                      | 24.02.1856—05.02.1859     |
| Скарятин Николай Яковлевич              | действительный статский советник                                                                       | 06.03.1859—01.10.1865     |
| Салтыков-Головкин Алексей Александрович | светлейший князь, в звании камергера, действительный статский советник                                 | 18.11.1865—17.12.1870     |
| Шабельский Николай Катонович            | гвардии полковник                                                                                      | 21.02.1871—01.03.1874     |
| Болычевцев Дмитрий Иванович             | отставной штабс-капитан, исполняющий должность                                                         | 01.03.1874—24.01.1875     |
| Дурново Иван Николаевич                 | камергер, действительный статский советник                                                             | 24.03.1875—1878           |
| Богданов Николай Алексеевич             | действительный статский советник                                                                       | 1881—19.02.1887           |
| Дурново Александр Дмитриевич            | в звании шталмейстера, тайный советник                                                                 | 1887—08.02.1890           |
| Касаткин-Ростовский Николай Фёдорович   | князь, отставной капитан-лейтенант                                                                     | 08.02.1890—11.02.1893     |
| Дурново Александр Дмитриевич            | в звании шталмейстера, тайный советник                                                                 | 11.02.1893—05.02.1905     |
| Доррер Владимир Филиппович              | граф, коллежский советник                                                                              | 05.02.1905—01.01.1910     |
| Дондуков-Изъединов Лев Иванович         | князь, отставной полковник                                                                             | 04.02.1911—1917           |
| Офросимов Николай Александрович         | [ 18 ]                                                                                                 | 1917—1918                 |

### Вице-губернаторы
| Ф. И. О.                            | Титул, чин, звание                                                                                                  | Время замещения должности |
| ----------------------------------- | --- | ------------------------- |
| Анненков Авраам Иванович            | коллежский советник (действительный статский советник)                                                              | 1780—1788                 |
| Воейков Григорий Александрович      | статский советник (действительный статский советник)                                                                | 1788—1796                 |
| Верёвкин Алексей Матвеевич          | коллежский советник (статский советник)                                                                             | 1797—1799                 |
| Паскевич Николай Семёнович          | действительный статский советник                                                                                    | 18.07.1799—1813           |
| Урусов Семён Николаевич             | коллежский советник                                                                                                 | 1813—1816                 |
| Кожухов Алексей Степанович          | коллежский советник                                                                                                 | 1816—1817                 |
| Холодович Иван Осипович             | статский советник                                                                                                   | 1817—1822                 |
| Бурнашев Павел Степанович           | статский советник                                                                                                   | 28.07.1822—25.05.1825     |
| Улезский Степан Васильевич          | коллежский советник                                                                                                 | 12.08.1825—26.08.1826     |
| Деменков Пармен Семёнович           | коллежский советник                                                                                                 | 26.08.1826—19.11.1831     |
| Брусилов Алексей Николаевич         | статский советник                                                                                                   | 19.11.1831—08.11.1835     |
| Наумов                              | действительный статский советник                                                                                    | 08.11.1835—22.05.1837     |
| Лавров                              | коллежский советник                                                                                                 | 22.05.1837—13.10.1837     |
| Телешев Иван Яковлевич              | статский советник                                                                                                   | 13.10.1837—01.01.1838     |
| Авсеенко Григорий Фёдорович         | коллежский советник                                                                                                 | 16.04.1838—21.07.1839     |
| Стоинский Филипп Семёнович          | статский советник                                                                                                   | 24.10.1839—26.05.1843     |
| Лесевич Иосиф Фёдорович             | статский советник                                                                                                   | 26.05.1843—19.09.1848     |
| Селецкий Михаил Васильевич          | действительный статский советник                                                                                    | 19.09.1849—14.05.1857     |
| Шатохин Платон Александрович        | коллежский советник                                                                                                 | 14.05.1857—27.02.1859     |
| Жемчужников Фёдор Аполлонович       | действительный статский советник                                                                                    | 27.02.1859—16.03.1862     |
| Мещерский Иван Васильевич           | князь, в звании камергера, надворный советник                                                                       | 16.03.1862—06.03.1864     |
| Бутков Константин Петрович          | в звании камер-юнкера, действительный статский советник                                                             | 20.03.1864—17.12.1865     |
| Ливен Андрей Александрович          | князь, в звании камер-юнкера, коллежский советник                                                                   | 17.12.1865—12.06.1867     |
| Грацинский Сергей Иванович          | надворный советник (коллежский советник)                                                                            | 12.06.1867—14.03.1872     |
| Тришатный Лев Александрович         | надворный советник, исполняющий должность (утверждён в должности 07.02.1875 с произведением в коллежские советники) | 30.06.1872—19.01.1878     |
| Краснопольский Александр Дмитриевич | статский советник                                                                                                   | 03.02.1878—16.03.1882     |
| Анисьин Алексей Фёдорович           | статский советник (действительный статский советник)                                                                | 16.03.1882—08.08.1885     |
| Лазарев Пётр Михайлович             | в должности шталмейстера, статский советник                                                                         | 08.08.1885—30.12.1889     |
| Андреевский Сергей Сергеевич        | действительный статский советник                                                                                    | 30.12.1889—04.12.1893     |
| Шиповский Фёдор Порфирьевич         | надворный советник                                                                                                  | 04.12.1893—20.09.1897     |
| Бюнтинг Николай Георгиевич          | в должности гофмейстера, действительный статский советник                                                           | 26.09.1897—15.02.1903     |
| Курлов Павел Григорьевич            | статский советник                                                                                                   | 15.02.1903—10.12.1905     |
| Гильхен Михаил Эдуардович           | статский советник                                                                                                   | 10.12.1905—17.12.1907     |
| Колобов Владимир Арсеньевич         | надворный советник                                                                                                  | 17.12.1907—21.09.1909     |
| Дудинский Владимир Николаевич       | статский советник (действительный статский советник)                                                                | 21.09.1909—1914           |
| Гендриков Пётр Васильевич           | граф, коллежский асессор (надворный советник)                                                                       | 1914—1915                 |
| Штюрмер Георгий Борисович           | коллежский советник                                                                                                 | 1915—1917                 |

### Руководители губернии в Советский период
Председатели губернского военно-революционного комитета и Совета народных комиссаров
- 26 ноября 1917 — ? Забницкий Е. Н. (председатель ВРК)
- январь 1918 — ? Евгений Ильич Вегер (председатель СНК[20])
- июнь 1919 — 17 января 1920 Пётр Антонович Залуцкий (председатель ВРК)
- 1 октября — 19 ноября 1919 Александр Сергеевич Римский-Корсаков был назначен Деникиным и. о. губернатора в июле 1919, 1 октября 1919 вступил в должность, 19 ноября 1919 Курск перешёл в руки Красной армии.

Председатели губисполкома Советов рабочих, крестьянских и красноармейских депутатов (СРКД)
- 1919 Владимир Павлович Антонов-Саратовский
- 1919—1920 Пётр Кириллович Каганович
- 1920—1921 Юренёв (Кротовский), Константин Константинович
- декабрь 1921 — 25 мая 1922 Павел Александрович Галанин
- 23 августа 1923 — 30 апреля 1925 Григорий Кононович Прядченко

Председатели и ответственные секретари губернского комитета РКП(б)
- 22 мая 1918 — 14 июля 1918 Булгаков В. Н.
- 16 июля 1918 — ? Рындин А.Ф.
- март 1919 — октябрь 1919 Ольга Александровна Миткевич
- 1919—1920 Илья Савельевич Шелехес
- октябрь 1920—1923 Карл Янович Бауман
- 1923—1925 Пётр Васильевич Гузаков
- 2 сентября 1926 — 23 июня 1928 Альфред Карлович Лепа

## Символика
Герб губернии является гласным.

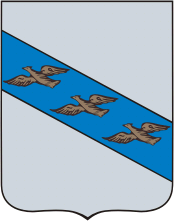
Герб губернии до 1857 года
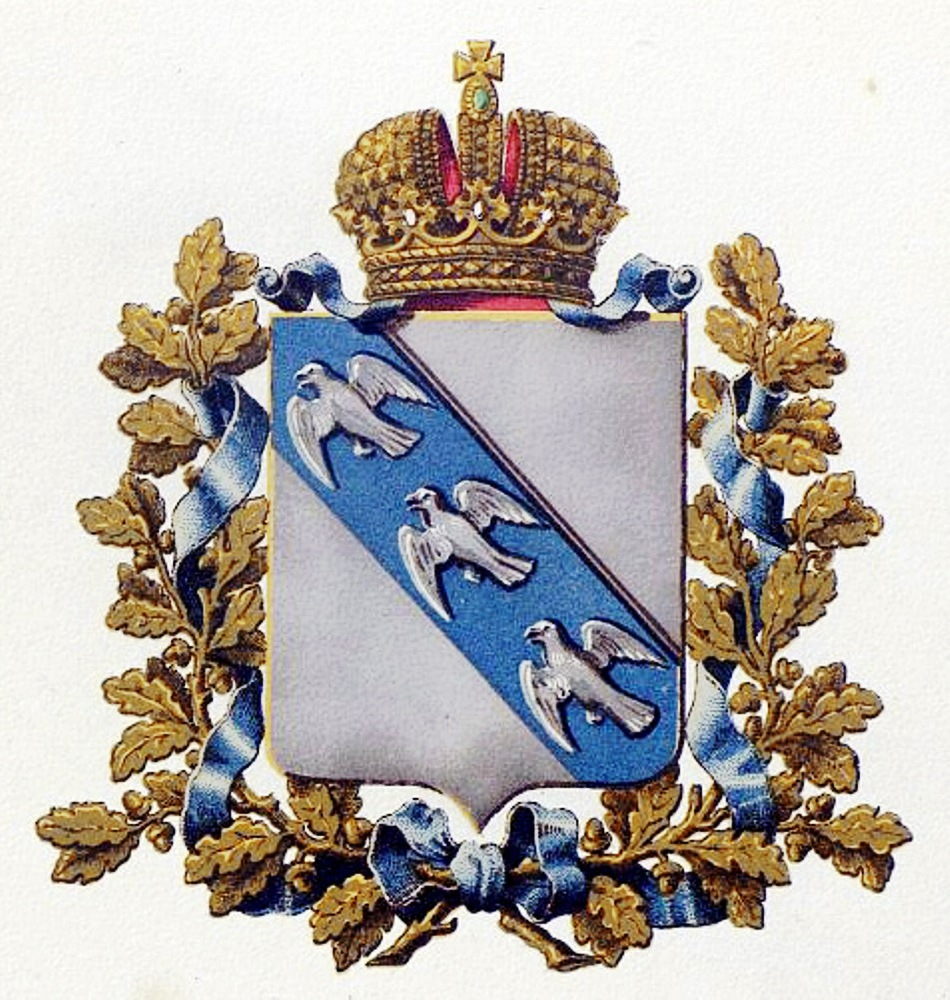
Герб губернии (изд. МВД, 1880)